# Дръмънд
Дръмънд (на английски: Drummond) е град в окръг Фримонт, щата Айдахо, САЩ. Дръмънд е с население от 15 жители (2000) и обща площ от 0,3 km². Намира се на 1710 m надморска височина. ЗИП кодът му е 83420, а телефонният му код е 208.